# Cataldo Antonio Mannarino

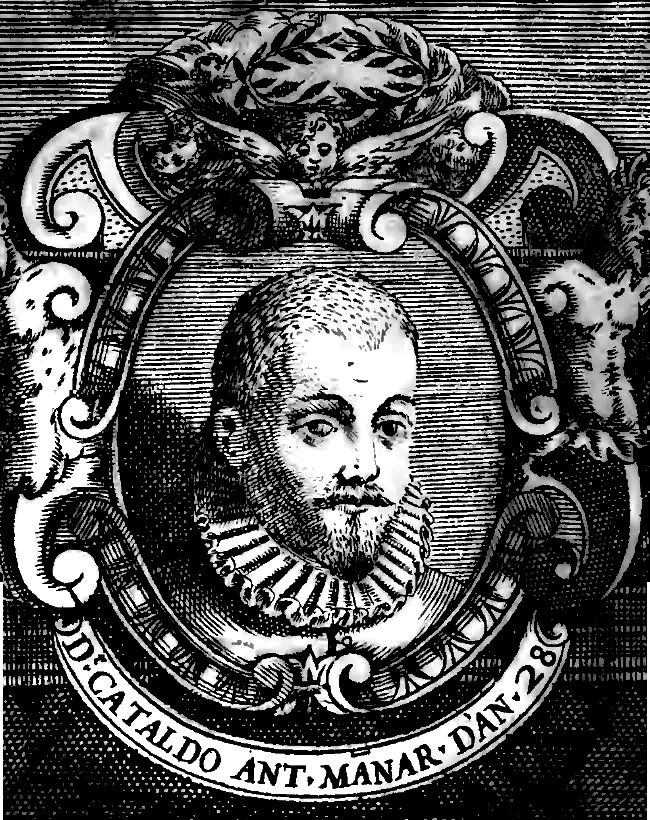
Ritratto di Cataldo Antonio Mannarino

Cataldo Antonio Mannarino (Taranto, 1568 – Taranto, 28 luglio 1621) è stato un poeta e storico italiano.

## Biografia
Mannarino era nato a Taranto nel 1568 da una famiglia di piccola nobiltà provinciale. In seguito suo padre Francesco si trasferì a Mesagne e qui Cataldo Antonio trascorse l'adolescenza.
Poi si trasferì a Napoli e si laureò in medicina. Nel 1593 si sposò con Porfida De Rossi da cui ebbe due figli, Ermanno e Bonaventura, che furono monaci uno sotto i Celestini e l'altro con i Domenicani.
Un anno dopo si trovava a Taranto e partecipò ad un'ambasceria per convincere l'Ammiraglio turco a lasciare il campo.
Nel 1595 e '96 si trovava a Napoli per seguire la stampa del suo poema Glorie di guerrieri e d'amanti in nuova impresa nella città di Taranto succedute presso i tipografi Giovan Giacomo Carlino e Antonio Pace. Qui compose una "Canzone", per celebrare l'ingresso in Diocesi dell'arcivescovo di Napoli, il cardinale Alfonso Gesualdo nel 1596.
Mannarino ritornò a Mesagne con l'aura del letterato famoso e, introdotto nella cerchia ristretta degli Albrizzi, divenne il medico del vecchio marchese Giannantonio.
Nel 1605 scrisse, con i toni del manierismo, la favola boschereccia Il pastor costante, che si svolgeva ne' delitiosi prati e nei ricchi colli dell'antichissima città di Taranto, e gli stessi nomi dei personaggi (Galesio, Melibeo, Tara) sono strettamente legati alla cultura della città jonica. Il libro fu stampato a Bari, da Giulio Cesare Ventura, in maniera piuttosto dozzinale, con molti errori e imprecisioni, perciò l'Autore ripubblicò l'opera nel 1610 a Venezia rintitolandola Erminia.
Lo stesso anno stampò alcuni lavori teatrali tra cui la tragedia sacra Susanna.
Intorno al 1615 gli morì la moglie e per l'occasione scrisse due bei sonetti, con cui pregava il celebre pittore mesagnese Gian Pietro Zullo di dipingergli un ritratto della consorte. In seguito alla morte della moglie volle farsi prete, e nel 1616 fu suddiacono della Collegiata di Mesagne.
Nel 1617 uscì a Napoli, presso Tarquinio Longo, il volume Rime. Continuò ad esercitare con successo la professione medica e fu definito consummatissimus medicus da Epifanio Ferdinando, suo amico e discepolo, per il quale scrisse la prefazione di Centum historiae, seu Observationes et casus medici (Venezia, 1621).
Morì a Taranto il 28 luglio 1621.

## Opere

### Manoscritti
- Storia di Mesagne, ms. 1596
- L'imprese heroiche, amorose, militari, morali, lugubri, satiriche e ridicole, ms. dedicato a Michele d'Azzia, marchese di Laterza.

### A stampa
- Canzone all'illustriss. e revendiss. monsignor Alfonso cardinal Gesualdo, vescouo d'Ostia. Napoli: nella stamperia di Gio. Iacomo Carlino & Antonio Pace, 1596.
- Glorie di guerrieri e d'amanti in nuova impresa nella città di Taranto succedute. Poema heroico dedicato ad Alberto I. Acquaviva D'Aragona. Aggiuntavi una breue Oliganthea delle lodi dell'istesso principe. Con gli argomenti et annotationi di Lodouico Chiari e con allegorie, tavole et figure di rame. In Napoli: nella stamperia di Gio. Giacomo Carlino, & Antonio Pace, 1596
- Il pastor costante fauola boschereccia, ded. al signor Marc'Antonio Musettola caualier napolitano.	In Bari: appresso Giulio Cesare Ventura, 1606.
- La Susanna tragedia sacra, Con quattro intermedij dell'historia di Susanna hebrea. In Venetia: presso Bernardo Giunti, Gio. Battista Ciotti, 1610.
- L'Erminia. Favola boschereccia. In Venetia: presso Bernardo Giunti, & Gio. Battista Ciotti, 1610
- Rime divise in quattro parti. In Napoli: nella stamperia di Tarquinio Longo, 1617